# Sarcoxie
Sarcoxie és una població dels Estats Units a l'estat de Missouri. Segons el cens del 2000 tenia 1.354 habitants.

## Demografia
Segons el cens del 2000, Sarcoxie tenia 1.354 habitants, 559 habitatges, i 359 famílies. La densitat de població era de 484,1 habitants per km².
Dels 559 habitatges en un 31,1% hi vivien nens de menys de 18 anys, en un 50,8% hi vivien parelles casades, en un 10,6% dones solteres, i en un 35,6% no eren unitats familiars. En el 32% dels habitatges hi vivien persones soles el 19,5% de les quals corresponia a persones de 65 anys o més que vivien soles. El nombre mitjà de persones vivint en cada habitatge era de 2,36 i el nombre mitjà de persones que vivien en cada família era de 2,99.
Per edats la població es repartia de la següent manera: un 26,4% tenia menys de 18 anys, un 7,9% entre 18 i 24, un 25,5% entre 25 i 44, un 19,3% de 45 a 60 i un 20,9% 65 anys o més.
L'edat mediana era de 36 anys. Per cada 100 dones de 18 o més anys hi havia 75 homes.
La renda mediana per habitatge era de 25.000 $ i la renda mediana per família de 34.519 $. Els homes tenien una renda mediana de 26.250 $ mentre que les dones 20.547 $. La renda per capita de la població era de 13.531 $. Entorn del 10,7% de les famílies i el 16,8% de la població estaven per davall del llindar de pobresa.

## Poblacions més properes
El següent diagrama mostra les poblacions més properes.